# Detva
Detva (in ungherese Gyetva) è una città della Slovacchia centrale, capoluogo dell'omonimo distretto, nella Regione di Banská Bystrica. La città si trova ai piedi della montagna Poľana.

## Storia
Detva fu creata come villaggio dell'area forestale che apparteneva a Zvolenská Slatina e a Očová, su ordine del proprietario del dominio di Vigľaš Ladislaus Csáky nel 1636-38. I primi abitanti erano produttori di carbone che venivano da Ľubietová, che furono seguiti da abitanti della Valacchia dalle parti settentrionali e orientali della Slovacchia.
Nel 1787 Ján Vagač fondò la prima fabbrica di formaggio. Questo insediamento divenne un Oppidum (città mercato) nel 1811 e una città nel 1965. La città si è sviluppata sulle terre adibite una volta a foresta, anche se alcune zone si sono poi separate da Detva - Hriňová (prima del 1863), Detvianska Huta, Korytárky (nel 1955; parte of Kriváň fino al 1993) e Kriváň (nel 1955). Il legno, la pastorizia e l'agricoltura sono da sempre stati la principale fonte di sostentamento per gli abitanti della città.
Le pesanti condizioni di vita nelle zone più lontane dalla città, che erano maggiormente isolate, contribuirono alla formazione della cultura spirituale degli abitanti del luogo e grazie a questo, Detva è diventata uno dei simboli della moderna nazione slovacca. Nel 1955 Detva ha sperimentato un grande cambiamento: fu costruita nei boschi attorno alla città una fabbrica di macchinari militari e di costruzioni strategiche, per ragioni di sicurezza.
Questa fabbrica, chiamata Podpolianske strojárne Detva (PPS) contribuì all'aumento della popolazione della città da 3.500 a più di 12.000 unità, dando impiego a più del 70% degli abitanti. Dopo la Rivoluzione di velluto e la divisione della Cecoslovacchia, iniziarono le privatizzazioni illegali e nascoste, tipiche degli stati dell'Europa centrale e orientale del tempo. La fabbrica di Detva dovette fermare la produzione e abbassare la forza lavoro da 8.000 persone del 1993 a solo 1.000 nel 2005. Al giorno d'oggi, Detva deve sopportare il più alto tasso di disoccupazione della Slovacchia, che raggiunge il 30%.

## Divisioni della città
- Detva
- Detva - sídlisko
- Kostolná
- Krné
- Piešť I
- Piešť II
- Skliarovo
- Zapriechody